# Djinn (strip)
Djinn is een stripserie van de Belgische scenarist Jean Dufaux en de Spaanse tekenares Ana Mirallès.
De eerste verhalen verschenen vanaf 2001 in albumvorm. De reeks is op volwassenen gericht en behoort tot het genre van de (geschiedkundige) avonturenstrip. Wederkerende onderwerpen zijn seksualiteit en kolonialisme.

## Verhaallijn
De reeks bestaat uit verschillende cyclussen. De eerste cyclus - bestaande uit de eerste vier strips - speelt zich af in het Ottomaanse Rijk. Hoofdpersonage is de jonge Engelse Kim Nelson. Ze reist af naar Istanboel op zoek naar informatie over haar grootmoeder Jade. Deze was in de jaren voorafgaand aan de Eerste Wereldoorlog aldaar de favoriete djinn van de Zwarte Sultan. Deze sultan had Kims grootmoeder opgedragen om de Engelse diplomaat Lord Nelson te verleiden en zodoende de Turkse invloed in de Europese politiek te vergroten. Beide verhaallijnen (heden en verleden) verschijnen door de reeks heen in tandem.
De tweede cyclus speelt zich af in Afrika en beslaat vijf strips. De derde cyclus ten slotte speelt zich af in India en bestaat uit vier strips.

## Albums
In november 2021 gaf uitgeverij Dargaud de eerste integraal uit met de vier verhalen van de eerste cyclus, gevolgd in maart 2022 door de tweede integraal met de vijf verhalen van de tweede cyclus.